# 7月9日
7月9日（しちがつここのか）は、グレゴリオ暦で年始から190日目（閏年では191日目）にあたり、年末まであと175日ある。

## できごと

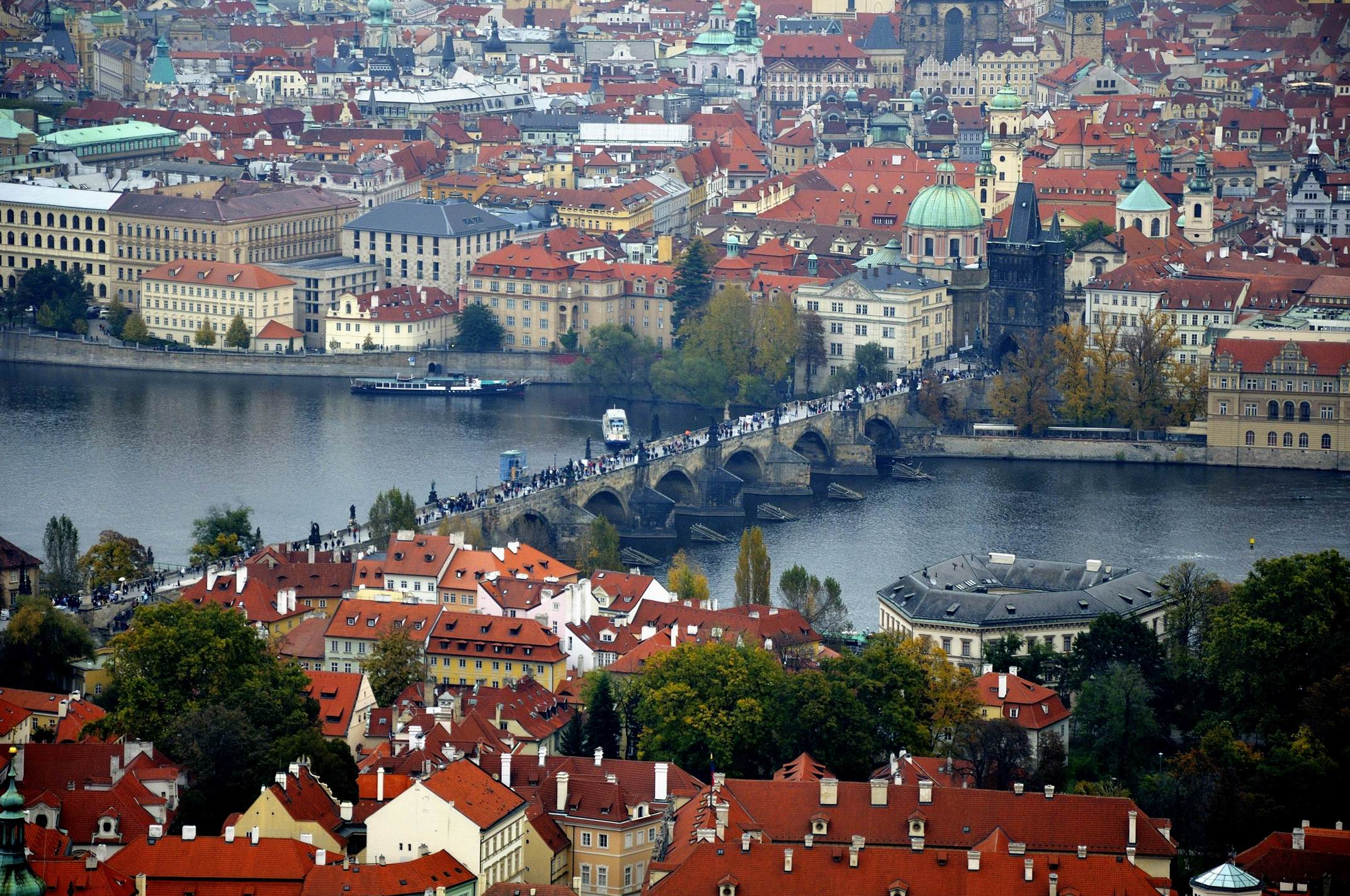
チェコプラハのカレル橋の建設が始まる(1357)。

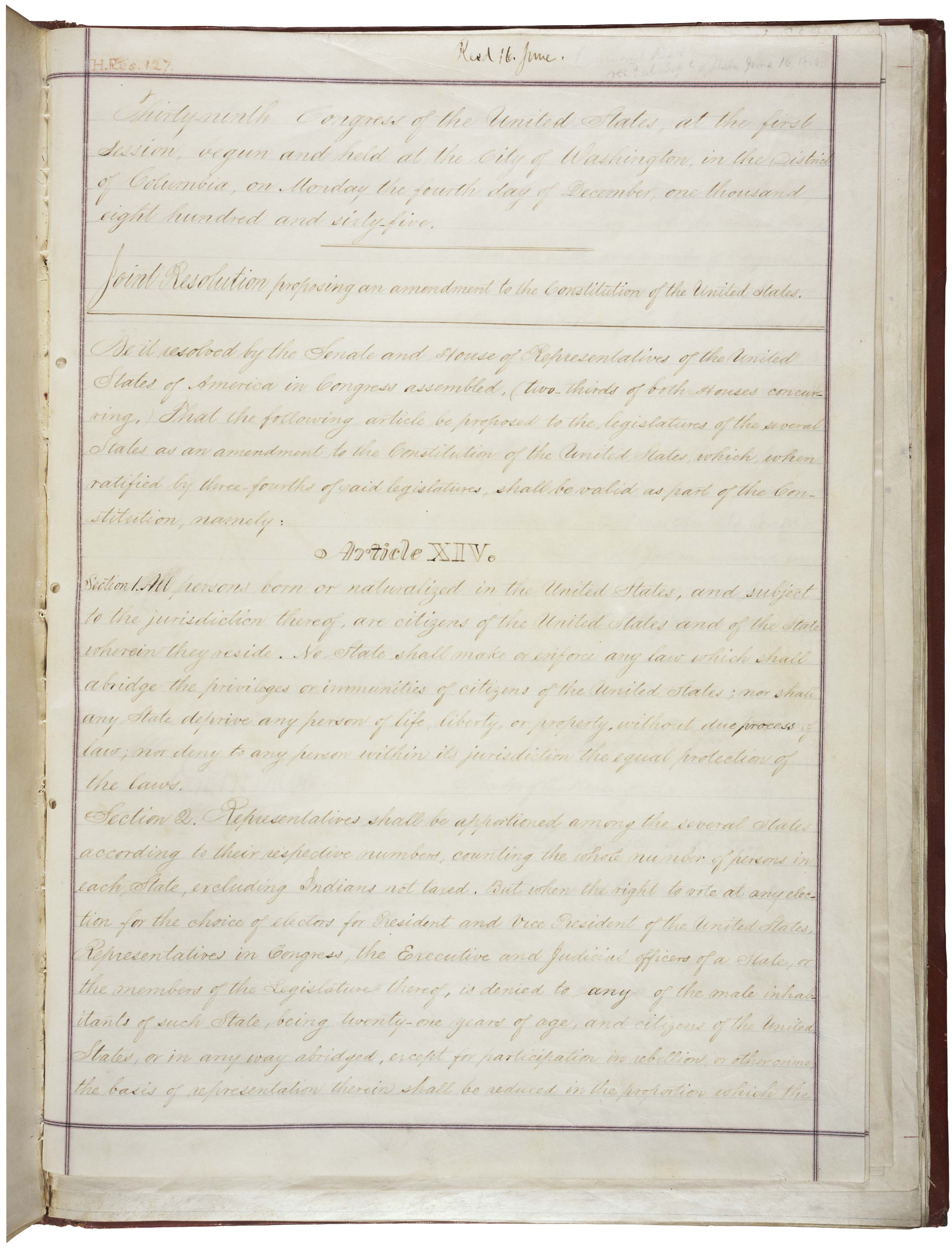
元奴隷の権利を確保するアメリカ合衆国憲法修正第14条批准(1868)。

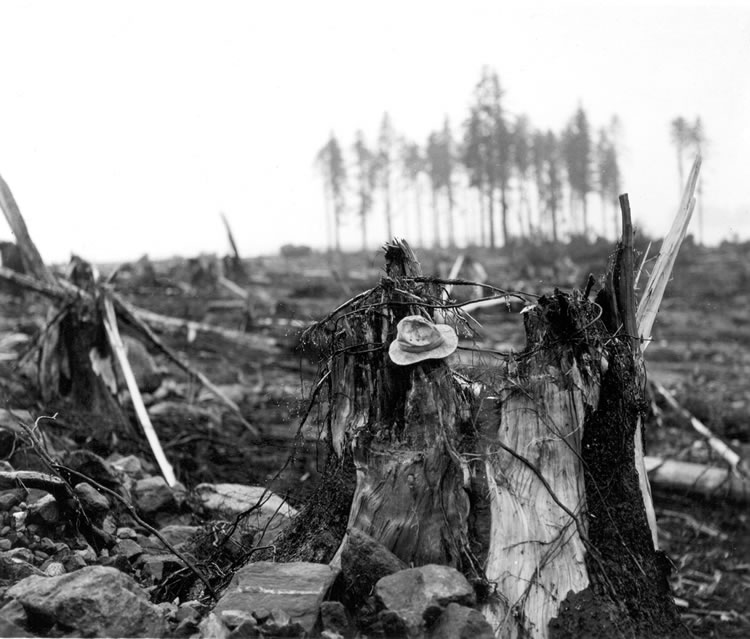
リツヤ湾で観測史上最大となる500mの津波発生(1958)

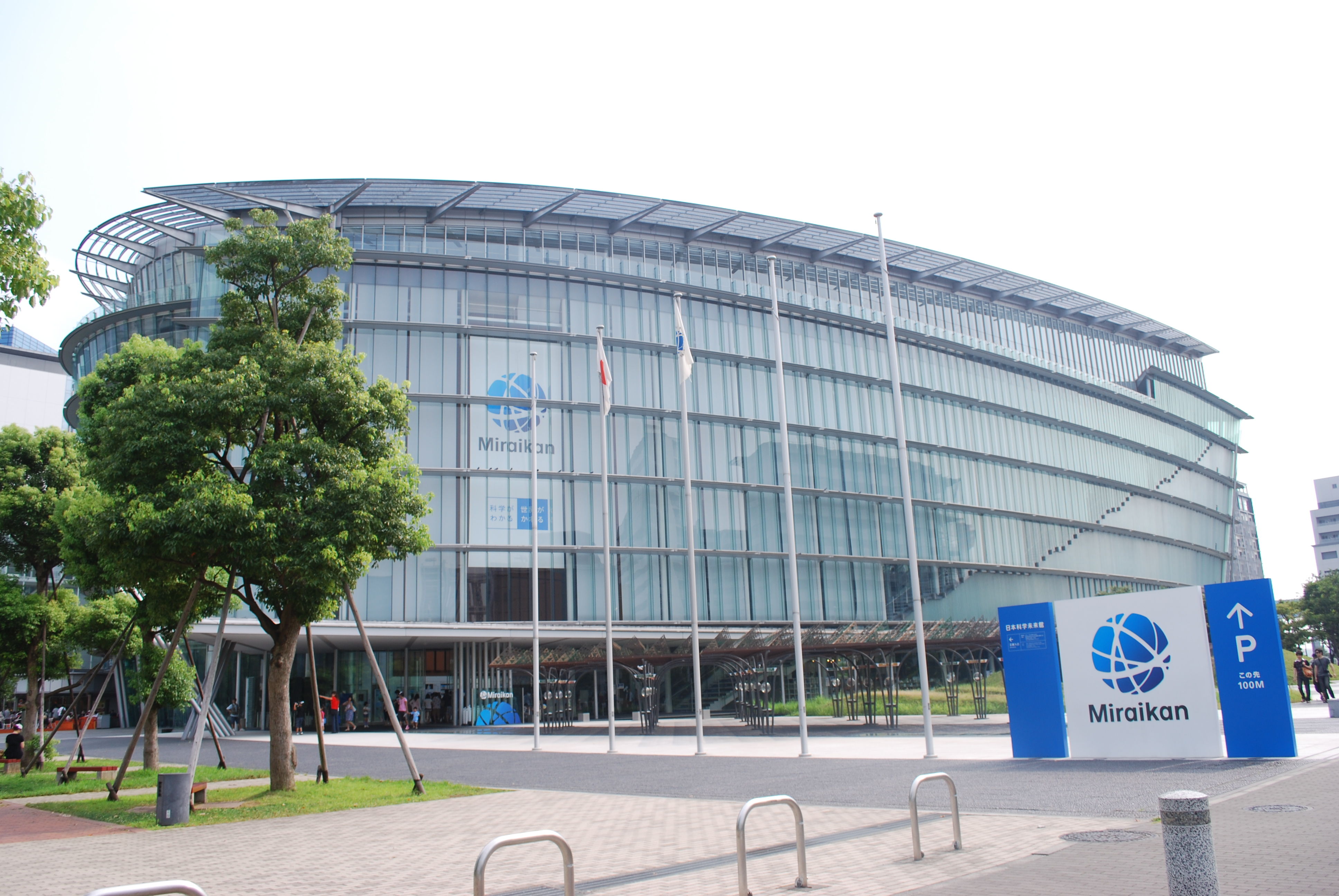
日本科学未来館開館(2001)

- 118年 - トラヤヌス帝の死により前年に皇帝となったハドリアヌスがローマに入城した。
- 208年（建安13年6月9日癸巳） - 後漢で三公制が廃止され、曹操が新設された丞相に就任[1]。
- 381年 - ローマ皇帝テオドシウス1世がコンスタンティノープルで開催した第1コンスタンティノポリス公会議の終結。
- 455年 - ローマの指揮官アウィトゥスが西ローマ帝国皇帝即位を宣言。
- 491年 - オドアケルはヘルール族の衛兵を率いて夜襲を仕掛け、アド・ピネタムでテオドリックと交戦した。両軍とも大きな損害を受けたが、最終的にテオドリックはオドアケルをラヴェンナへ追い返した。
- 551年 - ベイルートで大地震が発生（ベイルート地震 (551年)（英語版））し、壊滅的な津波が発生してビザンチン・フェニキアの沿岸の町々を襲い、数千人の死者を出した。
- 660年 - 新羅の将軍金庾信率いる軍が黄山伐の戦い（朝鮮語版）で百済軍を破る。
- 869年 - マグニチュード8.4～9.0の三陸地震が日本本州北部の仙台市周辺を襲い、津波による浸水は数キロメートル内陸にまで及んだ。
- 969年 - ファーティマ朝の将軍ジャウハルがムイッズの名においてフスタートで金曜礼拝を主導し、ファーティマ朝のエジプト征服を象徴的に完了させた。
- 1357年 - 皇帝カレル4世による午前5時31分丁度に最初の石を設置して橋の建設を始めるようにとの命令に従い、プラハのカレル橋の建設が始まる[2]。
- 1401年 - ティムールがジャライル朝を攻撃し、バグダードを破壊。
- 1540年 - イングランド王ヘンリー8世が、同年1月に行われた4番目の妻アン・オブ・クレーヴズとの結婚の無効（離婚）を宣言。
- 1572年 - オランダのホルクムという町で、 19人のカトリック教徒が信仰のために殉教した。
- 1609年 - 神聖ローマ皇帝ルドルフ2世の勅書によりボヘミアに信教の自由が認められる。
- 1615年（慶長20年6月1日）- 江戸で晩雪。夏の雪に驚愕した人々は、本郷（東京都文京区）に富士神社を建立し、富士山の神を祀った[3]。
- 1632年（寛永9年5月22日）- 熊本藩主加藤忠広が改易。肥後熊本藩54万石は没収され、出羽庄内の酒井家にお預けとなる[4]。
- 1701年 - ニコラ・カティナ率いるブルボン軍が、カルピの戦いでサヴォイア公ウジェーヌ率いるハプスブルク家の小規模な軍から撤退した。
- 1745年 - メレの戦いでフランス軍が勝利し、数日後にはヘントを占領できた。
- 1755年 - フレンチ・インディアン戦争: モノンガヘラの戦い
- 1762年（ユリウス暦6月28日） - エカチェリーナ2世がロシア皇帝に即位。
- 1763年 - モーツァルト家の大旅行が始まり、息子のヴォルフガング・アマデウス・モーツァルトの知名度が上がった。
- 1776年 - ジョージ・ワシントンは、スタテンアイランドの数千人のイギリス軍がロングアイランドの戦いの準備をしている間、マンハッタンの大陸軍のメンバーにアメリカ独立宣言を読み上げるように命じた。
- 1789年 - ヴェルサイユで国民議会が憲法制定国民議会として再編成され、フランス憲法の準備が始まる。
- 1790年 - スウェーデン海軍が、スヴェンスクスンドの戦い（英語版）ロシア海軍のバルチック艦隊の3分の1を捕獲。
- 1793年 - アッパー・カナダ奴隷制禁止法（英語版）により、奴隷の輸入が禁止され、法案可決後に奴隷として生まれた者は25歳で解放される。
- 1795年 - 金融家ジェームズ・スワンがアメリカ独立戦争中に発生した2,024,899ドルのアメリカ合衆国の国家債務を返済した
- 1807年 - ナポレオン戦争: フランスとプロイセン王国がティルジットの和約を締結。
- 1810年 - フランス帝国が衛星国のホラント王国を併合。
- 1811年 - 探検家のデイビッド・トンプソンが、現在のワシントン州のサカジャウィア州立公園（英語版）の近くに標識を立て、コロンビア地区（英語版）がイギリス領であると主張した。
- 1815年 - タレーラン＝ペリゴールがフランスの首相に就任。
- 1816年 - アルゼンチンがスペインからの独立を宣言。
- 1821年 - ギリシャ独立戦争へのキプロス人の援助に対する報復として、キプリアノス大司教（英語版）を含む著名なキプロス人470人が処刑される。
- 1832年 - コンスタンティノープル条約調印によりギリシャがオスマン帝国より正式に独立する。
- 1850年 - 第12代アメリカ合衆国大統領のザカリー・テイラーが在職中に死去。副大統領のミラード・フィルモアが第13代大統領に就任。
- 1850年 - ペルシャの預言者バーブがペルシャのタブリーズで処刑される。
- 1863年 - 南北戦争: ポートハドソンの包囲戦が終結。北軍が勝利し、ミシシッピ川を完全に支配。
- 1868年 - 元奴隷の権利を確保するアメリカ合衆国憲法修正第14条が批准[5]。
- 1872年 - マリア・ルス号事件。
- 1875年 - オスマン帝国の支配に対するヘルツェゴビナ蜂起が始まり、それは1878年まで続き、バルカン半島全体に広範囲にわたる影響を及ぼした。
- 1877年 - テニスの第1回ウィンブルドン選手権大会開催。
- 1881年 - 福澤諭吉門下の阿部泰蔵らが明治生命保険（現 明治安田生命保険）を設立。
- 1893年 - アメリカ合衆国の心臓外科医ダニエル・ヘイル・ウィリアムズ（英語版）が、米国で初めて麻酔なしの開胸手術に成功した。
- 1896年 - ウィリアム・ジェニングス・ブライアンがシカゴで開催された1896年民主党全国大会で金銀複本位制を主張する金の十字架演説を行う。
- 1900年 - オーストラリアの連邦化（英語版）手続きの一環として、憲法がヴィクトリア女王の裁可を受ける。
- 1900年 - 華北の山西省の省長が、子供を含む45人の外国人キリスト教宣教師と地元の教会の信者の処刑を命じた(太原虐殺事件)。
- 1918年 - テネシー州ナッシュビルで、入線していた普通列車が出発していた急行列車と衝突し、101人が死亡、171人が負傷し、米国史上最悪の鉄道事故となった(1918年列車大事故)。
- 1922年 - ジョニー・ワイズミュラーが競泳100メートル自由形で58秒6を記録。人類で初めて1分の壁を破る。
- 1926年 - 蒋介石が国民革命軍総司令官に就任し、国民政府による中国統一を目指した北伐の始まりとなった。
- 1932年 - サンパウロ州がブラジル連邦政府に対して反乱を起こし、立憲革命（英語版）が始まる。
- 1933年 - 松山城放火事件が起こる。
- 1937年 - フォックス・フィルムの無声映画アーカイブが1937年フォックス保管庫火災により破壊された
- 1943年 - 第二次世界大戦: 連合国によるイタリア・シチリア島への上陸作戦ハスキー作戦が開始。
- 1944年 - 第二次世界大戦・太平洋戦争: サイパンの戦いが終結。アメリカ軍が日本軍を潰滅させサイパン島を占領。
- 1944年 - 第二次世界大戦・継続戦争: タリ＝イハンタラの戦いが終結。フィンランドがソ連に勝利。
- 1945年 - 第二次世界大戦・日本本土空襲: 和歌山大空襲。
- 1946年 - 長野刑務所から受刑者7人が逃走。4人を逮捕[6]。
- 1947年 - 日本のプロ野球初の永久欠番に読売ジャイアンツの黒沢俊夫の背番号4と沢村栄治の背番号14が指定される。
- 1955年 - バートランド・ラッセルが核戦争の危機を訴える「ラッセル＝アインシュタイン宣言」を発表。アルベルト・アインシュタインや湯川秀樹も声明に署名。
- 1955年 - 後楽園遊園地が開園。日本初の本格的なジェットコースターを設置。
- 1956年 - エーゲ海のキクラデス諸島をマグニチュード7.7の  アモルゴス地震（英語版）が襲い、メルカリ最大震度IX（激震）を記録した。この地震とそれに続く破壊的な津波により、53人が死亡した。本震の数分後には、マグニチュード7.2の余震が発生し、甚大な被害をもたらした。
- 1958年 - 警察庁が日本で初めて、全国に殺人・強盗事件21件、計26人を総合特別手配した。
- 1958年 - リツヤ湾大津波: アラスカ州のリツヤ湾で高さ524メートルの観測史上最大の津波を観測[7]。
- 1961年 - ギリシャはアテネ協定に署名し、欧州経済共同体に加盟した最初の国となった。アテネ協定は1967年にギリシャ軍事政権下で停止されていた。
- 1962年 - アメリカ合衆国が高高度核爆発実験「スターフィッシュ・プライム」を実施。
- 1971年 - キッシンジャーアメリカ大統領補佐官が極秘裏に訪中し、周恩来首相との会談で「歴史的和解」に合意。7月15日、米中両国は同時に「ニクソン大統領が毛沢東主席の招待で中国を訪問する」と発表[8]。
- 1975年 - 日華民間航空協定調印。前年4月から中断していた日本と中華民国（台湾）の間の定期航空が再開。
- 1976年 - 大井川鉄道が、本線上では日本初の蒸気機関車 (SL) の動態保存運転を開始[9]。
- 1977年 - チリの独裁政権（英語版）は、フランコ体制下のスペインを彷彿とさせる儀式化された行為であるアクト・デ・チャカリリャス（英語版）という若者の行事を開催した。
- 1979年 - アメリカの無人惑星探査機「ボイジャー2号」が木星に最接近。
- 1979年 - フランスの自宅前で自動車爆弾が爆発し、 「ナチハンター」のセルジュ・クラルスフェルトとベアテ・クラルスフェルト夫妻が所有していたルノー車が破壊されるが、暗殺未遂に終わる。
- 1980年 - パラオで住民投票により憲法を採択。（パラオの憲法記念日）
- 1982年 - パンアメリカン航空759便がルイジアナ州ケナーで墜落し、搭乗していた145人全員と地上の8人が死亡した（パンアメリカン航空759便墜落事故）。
- 1985年 - 徳島ラジオ商殺し事件で、日本の刑事事件初の死後再審により徳島地裁が無罪判決。
- 1986年 - ニュージーランドの議会が、ニュージーランドにおける同性愛を合法化する1986年同性愛法改革法（英語版）を可決。
- 1989年 - JR東海東海道本線金山駅が開業、名鉄金山橋駅が移転して、JR・名鉄・名古屋市営地下鉄を一体化した「金山総合駅」となる。
- 1991年 - 国際オリンピック委員会が南アフリカ共和国のオリンピック大会復帰を承認[10]。
- 1993年 - カナダ議会がヌナブト準州法案を可決し、1999年にヌナブト準州が創設され、住民投票に基づいてノースウエスト準州が北極圏（イヌイット）と亜北極圏（ディネ）の地域に分割された。
- 1995年 - スリランカ空軍がナヴァリー教会を爆破し、タミル人民間難民125人が死亡。
- 1997年 - ブラジルの航空会社LATAM ブラジルのフォッカー100が爆発して機内の気圧が下がり、エンジニアのフェルナンド・カルデイラ・デ・モウラ・カンポスを2,400メートルの自由落下地点に投げ出した。
- 1998年 - ブルートレイン「瀬戸」が最後の運行。翌7月10日から電車による寝台特急「サンライズ瀬戸」が運行開始[11]。
- 1998年 - 平成10年台風1号発生。最も発生の遅い台風1号。
- 1999年 - イラン警察と強硬派がテヘラン大学の学生寮を襲撃した後、数日間にわたる1999年のイラン学生抗議（英語版）が始まる。
- 2001年 - 日本科学未来館が開館。
- 2002年 - アフリカ連合が発足。
- 2004年 - アメリカ上院情報特別委員会（英語版）がイラクの大量破壊兵器情報に関する上院報告書（英語版）を発表し、イラク戦争の根拠に疑問を投げかけた。
- 2006年 - S7航空778便着陸失敗事故。
- 2006年 - 2006 FIFAワールドカップ決勝戦がドイツ ベルリンのオリンピアシュタディオンで行われ、イタリアがPK戦の末フランスを破り24年ぶり4回目の優勝。
- 2011年 - 南スーダン共和国がスーダン共和国より独立[12]
- 2011年 –マレーシアのクアラルンプールで、クリーンラリー2011（マレー語版）が開催された。
- 2014年 - ベネッセ個人情報流出事件の発生が公表された[13]。
- 2015年 - 709事件: 中華人民共和国政府が人権派弁護士の大量逮捕を開始。
- 2017年 - イラクのアバディ首相が、2014年に過激派組織「イスラム国」が建国を宣言した拠点都市のモスルを奪還したとする声明を発表[14]。

## 誕生日

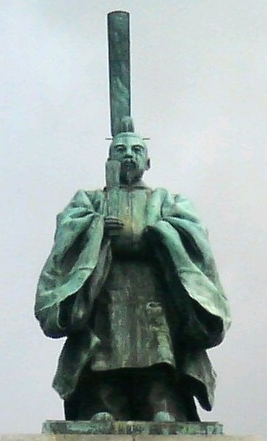
第90代天皇亀山天皇(1249-1305)誕生。

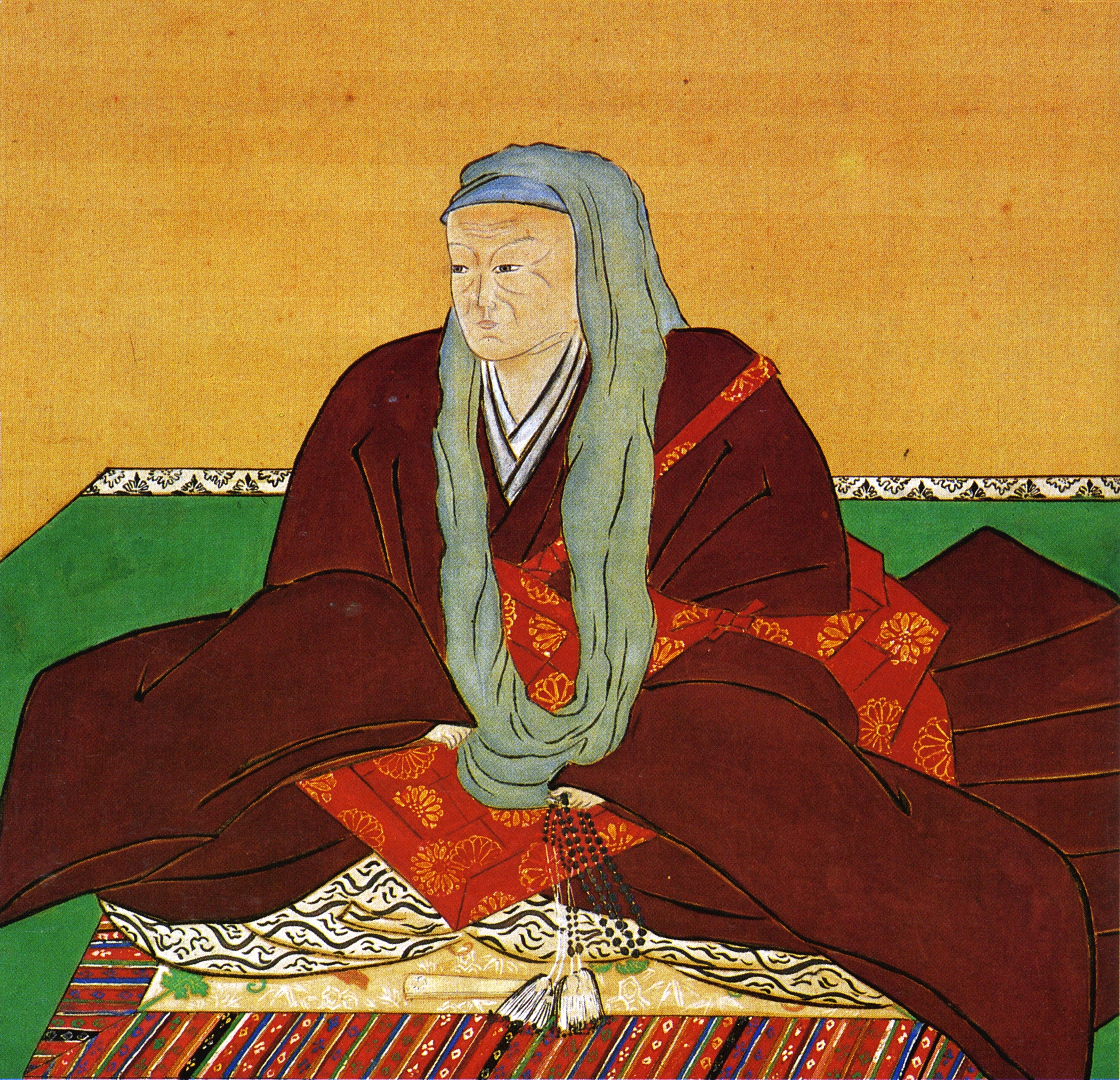
第112代天皇霊元天皇(1654-1732)誕生。

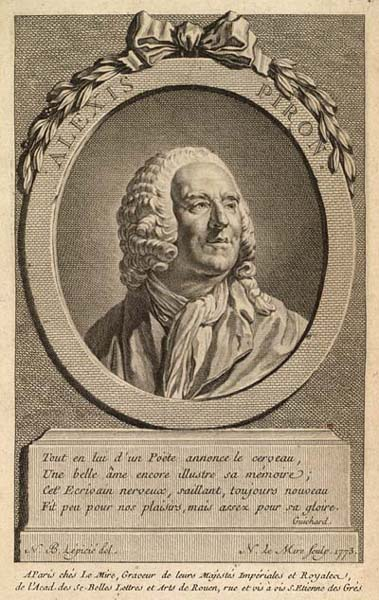
劇作家アレクシス・ピロン(1689-1773)誕生。

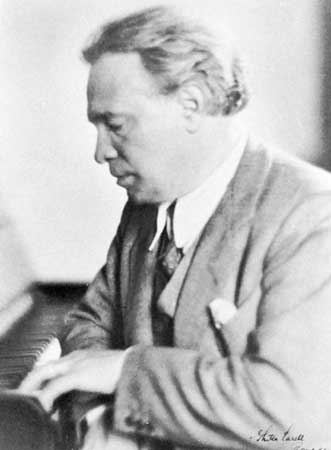
作曲家オットリーノ・レスピーギ(1879-1936)誕生。代表作に『ローマの噴水』など。

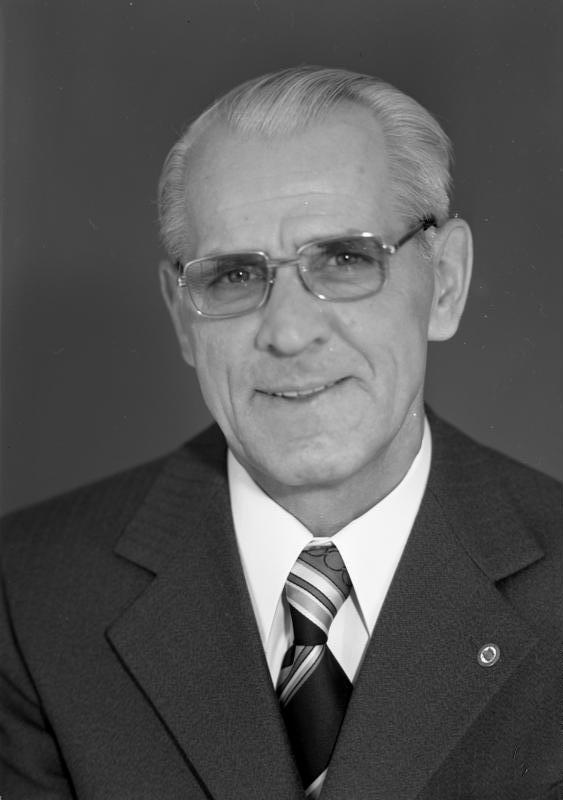
東ドイツの政治家ヴィリー・シュトフ(1914-1999)誕生。

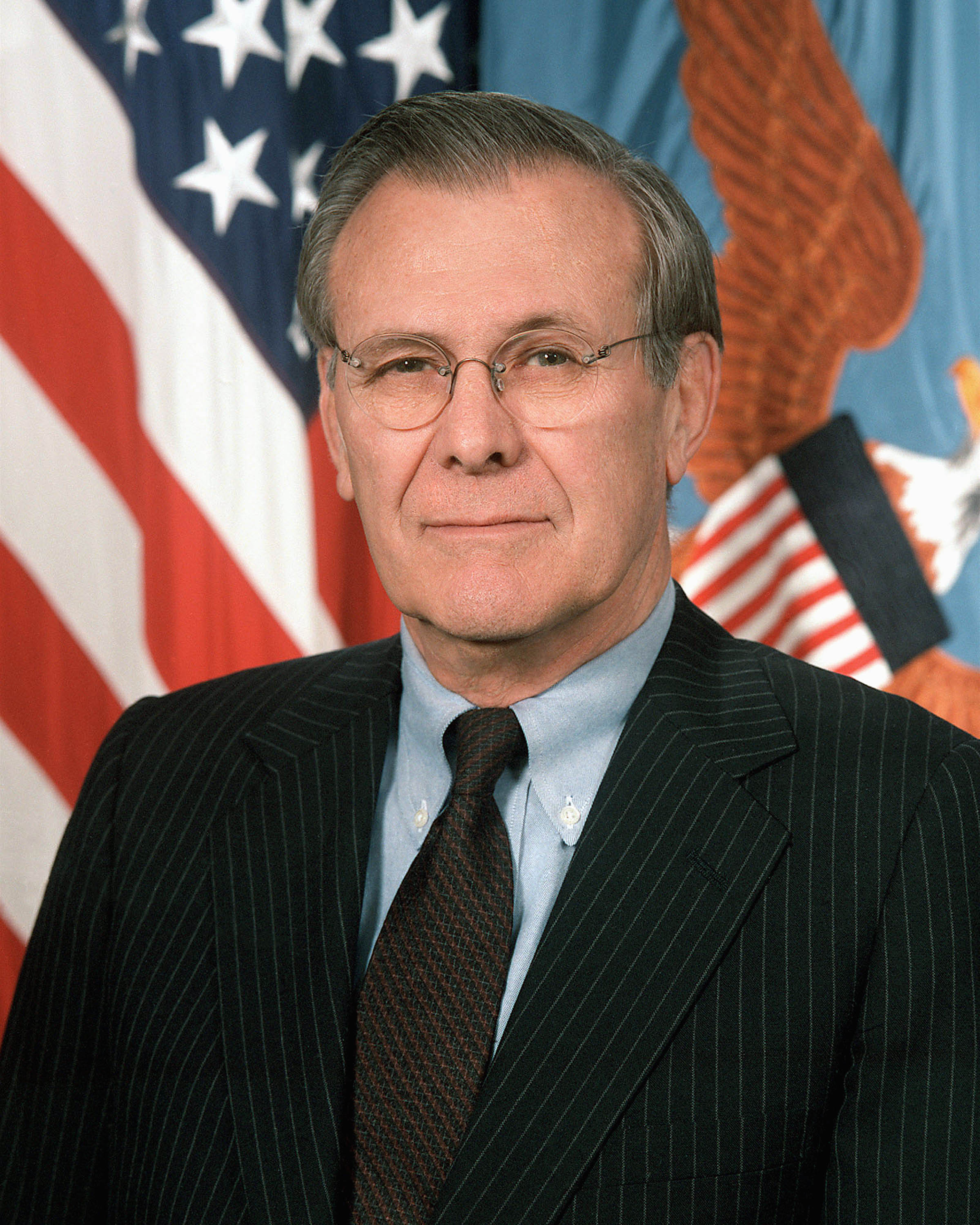
アメリカ合衆国の政治家ドナルド・ラムズフェルド(1932-2021)誕生。

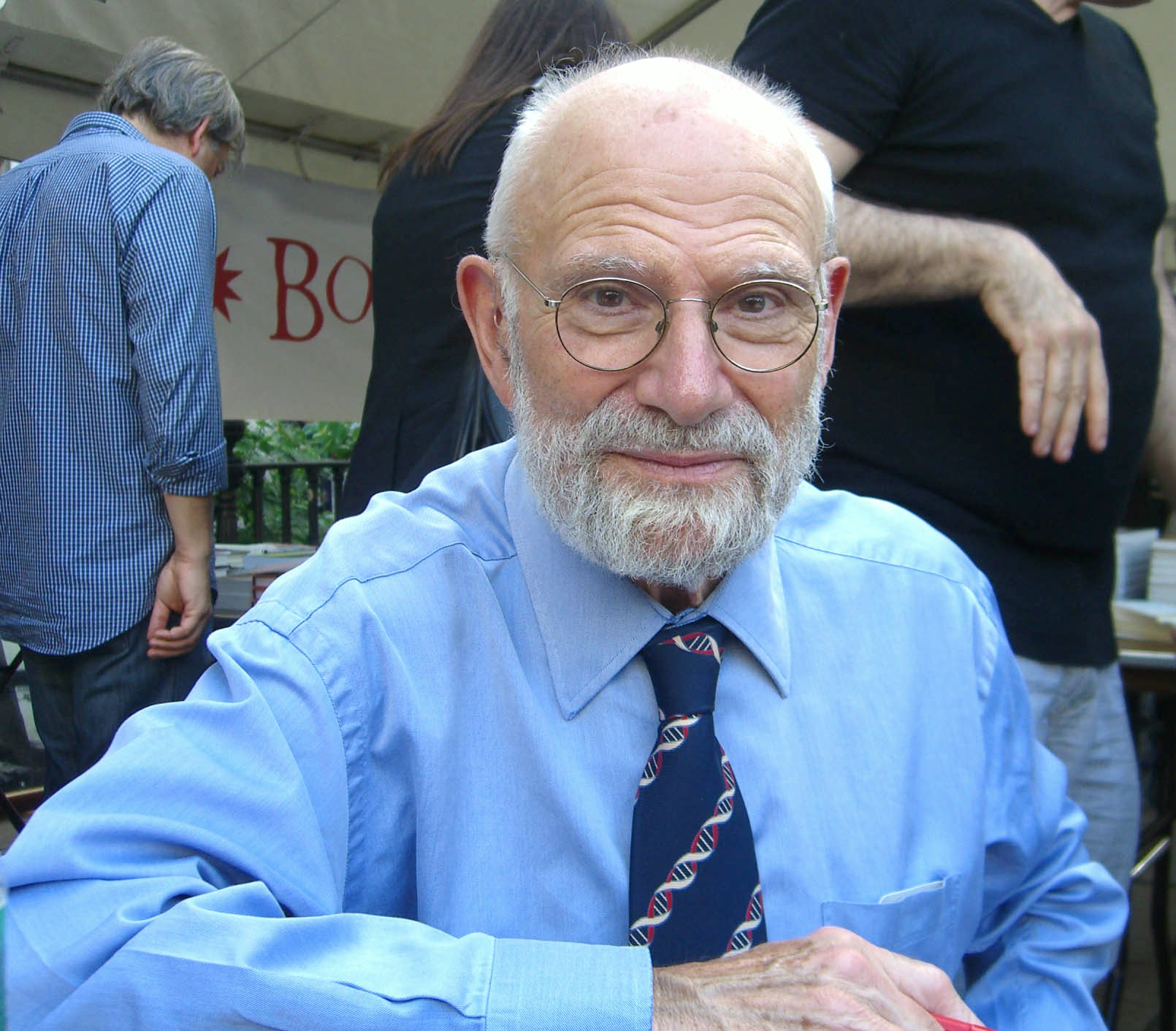
神経学者オリバー・サックス(1933-2015)誕生。

- 1249年（建長元年5月27日） - 亀山天皇、第90代天皇（+ 1305年）
- 1511年 - ドロテア・フォン・ザクセン＝ラウエンブルククリスチャン3世王妃（+ 1571年）
- 1526年 - エリーザベト・フォン・エスターライヒ、ローマ王、オーストリア大公、ボヘミア王、ハンガリー王、神聖ローマ皇帝フェルディナント1世（+ 1545年）
- 1578年 - フェルディナント2世、神聖ローマ皇帝、ハンガリー国王、ボヘミア国王（+ 1637年）

- 1629年（寛永6年5月19日） - 戸田茂睡、歌学者（+ 1706年）
- 1654年（承応3年5月25日） - 霊元天皇、第112代天皇（+ 1732年）
- 1689年 - アレクシス・ピロン、詩人、劇作家（+ 1773年）
- 1721年 - ヨハン・ニコラウス・ゲッツ、詩人（+ 1781年）
- 1764年 - アン・ラドクリフ、小説家（+ 1823年）
- 1775年 - マシュー・グレゴリー・ルイス、小説家、劇作家（+ 1818年）
- 1808年 - アレクサンダー・ウィリアム・ドニファン、弁護士、軍人（+ 1887年）
- 1808年 - ヤーコプ・ヘンレ、解剖学者、病理学者、医師（+ 1885年）
- 1819年 - エリアス・ハウ、発明家、ミシン開発者 (+ 1867年)
- 1834年 - ヤン・ネルダ、作家、詩人 (+ 1891年)
- 1849年 - ロベルト1世、最後のパルマ公国君主（+ 1907年）
- 1849年 - 保富正三、銀行員、政治家、元徳島県徳島市長（+ 1917年）
- 1858年 - フランツ・ボアズ、人類学者（+ 1942年）
- 1867年 - ジョルジュ・ルコント、小説家・劇作家（+ 1958年）
- 1874年 - 島崎赤太郎、作曲家、オルガニスト（+ 1933年）
- 1879年 - オットリーノ・レスピーギ、作曲家（+ 1936年）
- 1887年   - サミュエル・モリソン、海軍軍人、歴史家（+ 1976年）
- 1887年 - サトゥルニノ・エラン、画家（+ 1918年）
- 1888年 - 石原善三郎、実業家、政治家（+ 1989年）
- 1888年 - 三松正夫、アマチュア火山研究科（+ 1977年）
- 1888年 - 川路柳虹、詩人、評論家（+ 1959年）
- 1898年 - 神谷正太郎、実業家、トヨタ自動車販売初代社長、名古屋放送（現名古屋テレビ放送）初代社長（+ 1980年）
- 1894年 - アンドレアス・クログ、フィギュアスケート選手（+ 1964年）
- 1901年 - バーバラ・カートランド、小説家（+ 2000年）
- 1907年 - 千眼智見、哲学者、元徳島県農業大学校校長（+ 2001年）
- 1907年 - 清水幾太郎、社会学者（+ 1988年）
- 1908年 - 朝比奈隆、指揮者（+ 2001年）
- 1910年 - 信欣三、俳優（+ 1988年）
- 1910年 - 岸風三楼、俳人（+ 1982年）
- 1911年 - マーヴィン・ピーク、ファンタジー作家、画家、詩人、イラストレーター（+ 1968年）
- 1911年 - ベン・イーストマン、陸上選手（+ 2002年）
- 1911年 - ジョン・ホイーラー、物理学者（+ 2008年）
- 1912年 - 高野百介、元プロ野球選手（+ 1945年）
- 1914年 - ヴィリー・シュトフ、政治家（+ 1999年）
- 1915年 - デイヴィッド・ダイアモンド、作曲家（+ 2005年）
- 1916年 - エドワード・ヒース、政治家（+ 2005年）
- 1918年 - 大栗裕、作曲家（+ 1982年）
- 1918年  - ニコラース・ホーヴァート・ド・ブラウン、数学者（+ 2012年）
- 1919年 - オリン・エッゲン、天文学者（+ 1998年）
- 1919年 - 橋本公亘、官僚、憲法学者、行政法学者（+ 1998年）
- 1921年 - 山中貞則、政治家（+ 2004年）
- 1922年 - 吉江英四郎、元プロ野球選手（+ 1986年）
- 1922年   - ジム・ポラード、バスケットボール選手（+ 1993年）
- 1924年 - レナード・ペナリオ、ピアニスト（+ 2008年）
- 1924年   - ピエール・コシュロー、オルガニスト、即興演奏家、作曲家、教育家（+ 1984年）
- 1925年 - 鈴木喜代春、児童文学作家（+ 2016年）
- 1925年 - 松野宏軌、映画監督、テレビディレクター（+ 没年不詳）
- 1925年 - グル・ダット、俳優、映画プロデューサー、映画監督、コレオグラファー（+ 1964年）
- 1926年 - ベン・ロイ・モッテルソン、理論物理学者（+ 2022年）
- 1927年 - レッド・ケリー、プロアイスホッケー選手（+ 2019年）
- 1928年 - フェデリコ・バーモンテス、元自転車競技選手（+ 2023年）
- 1928年 - ヴィンス・エドワーズ、俳優、演出家、歌手（+ 1996年）
- 1929年 - リー・ヘイズルウッド、シンガー・ソングライター、音楽プロデューサー（+ 2007年）
- 1929年 - 遅浩田、政治家、軍人
- 1929年 - ハサン2世、モロッコ国王（+ 1999年）
- 1932年 - ドナルド・ラムズフェルド、政治家、第13代・第21代アメリカ合衆国国防長官（+ 2021年）
- 1933年 - オリバー・サックス、神経学者（+ 2015年）
- 1934年 - マイケル・グレイヴス、建築家（+ 2015年）
- 1935年 - ウィム・ドイセンベルク、銀行家、政治家（+ 2005年）
- 1935年 - メルセデス・ソーサ、歌手（+ 2009年）
- 1936年 - 笹川ひろし、アニメーション監督、漫画家、作家
- 1936年 - デイヴィッド・ジンマン、指揮者（+ 2009年）
- 1937年 - デイヴィッド・ホックニー、画家
- 1938年 - 斎藤良雄、元プロ野球選手
- 1938年 - 高橋健二、音楽家、ベーシスト（+ 2021年）
- 1938年 - ブライアン・デネヒー、俳優、映画監督、脚本家、映画製作者（+ 2020年）
- 1938年 - サンジーヴ・クマール、俳優（+ 1985年）
- 1941年 - ロバート・フランケル、調教師（+ 2009年）
- 1942年 - リチャード・ラウンドトゥリー、俳優（+ 2023年）
- 1942年 - 高鐵山孝之進、元大相撲関脇（+ 1996年）
- 1942年 - 松山英太郎、俳優（+ 1991年）
- 1943年 - マイク・アンドリュース、プロ野球選手
- 1945年 - ディーン・R・クーンツ、小説家
- 1946年 - 中島義道、哲学者、電気通信大教授
- 1946年 - 岩崎俊男、実業家、キャピタリスト
- 1946年 - ボン・スコット、ロック・ミュージシャン（+ 1980年）
- 1947年 - 細野晴臣、ミュージシャン
- 1947年 - 高橋亨、国文学者、名古屋大学名誉教授
- 1947年 - O・J・シンプソン、元アメリカンフットボール選手、俳優（+ 2024年）
- 1947年 - 中山史郎、テレビディレクター、演出家（+ 2018年）
- 1947年 - ミッチ・ミッチェル、ミュージシャン（+ 2008年）
- 1948年 - エド山口、タレント
- 1948年 - 忠鉢繁、気象学者
- 1949年 - 杉山重雄、元プロ野球選手
- 1950年 - 阪田隆、元プロ野球選手
- 1950年 - アドリアーノ・パナッタ、プロテニス選手
- 1950年 - ヴィクトル・ヤヌコーヴィチ、政治家
- 1951年 - クリス・クーパー、俳優
- 1952年 - 村田辰美、元プロ野球選手
- 1953年 - 稲垣潤一、歌手
- 1953年 - 安田栗之助、ローカルタレント
- 1953年 - 安東由喜雄、医師、熊本大学名誉教授
- 1953年 - トーマス・リゴッティ、ホラー小説家
- 1954年 - 三原あや[15]、俳優
- 1954年 - 橋本孝之、実業家、元日本アイ・ビー・エム社長
- 1954年 - 鈴木比佐雄、詩人、評論家、出版人、 コールサック社創業者
- 1954年 - 田代富雄、元プロ野球選手
- 1955年 - 石崎岳、政治家
- 1955年 - スティーヴ・コッペル、元サッカー選手
- 1955年 - リンゼー・グラム、政治家
- 1955年 - ジミー・スミッツ、俳優
- 1955年 - ウィリー・ウィルソン、元プロ野球選手
- 1956年 - トム・ハンクス、俳優
- 1956年 - ガイ・ホフマン、元プロ野球選手
- 1957年 - 鈴木健二、特撮監督
- 1957年 - ケリー・マクギリス、女優
- 1957年 - マーク・アーモンド、ミュージシャン
- 1958年 - 鳴海章、作家
- 1958年 - 久本雅美、お笑いタレント
- 1958年 - 南流石、振付師
- 1958年 - 岡崎有三、元サッカー選手
- 1958年 - 佐久田脩、俳優、声優（+ 2020年）
- 1959年 - 布施辰徳、タレント
- 1959年 - 石川太郎、アナウンサー
- 1959年 - 服部浩一、元プロ野球選手
- 1959年 - ジム・カー、歌手
- 1959年 - ケビン・ナッシュ、プロレスラー
- 1960年 - 浅野ゆう子、女優
- 1961年 - 三輝みきこ、女優
- 1962年 - 畝本直美、官僚、検察官、検事総長
- 1962年 - 高見知佳、タレント（+ 2022年）
- 1962年 - 西川進、音楽プロデューサー、ミュージシャン、ギタリスト
- 1964年 - ジャンルカ・ヴィアリ、元サッカー選手、指導者
- 1964年 - 可愛かずみ、タレント（+ 1997年）
- 1964年 - 石井浩一、ゲームクリエイター
- 1964年 - コートニー・ラブ、ミュージシャン、シンガーソングライター、女優
- 1964年 - ジャンルカ・ヴィアッリ、元サッカー選手、指導者（+ 2023年）
- 1965年 - 高河ゆん、漫画家
- 1966年 - 加藤成史、陸上選手、アナウンサー
- 1966年 - ポーリン・デービス＝トンプソン、陸上選手
- 1966年 - パメラ・アドロン、女優、声優
- 1967年 - 岡本圭治、元プロ野球選手
- 1967年 - ヨルダン・レチコフ、元サッカー選手
- 1968年 - 倉田英之、脚本家
- 1968年 - 松下由樹、女優
- 1968年 - 青柳進、元プロ野球選手
- 1968年 - パオロ・ディ・カーニオ、元サッカー選手、指導者
- 1970年 - 中原翔子、女優
- 1970年 - 松山三四六、タレント
- 1970年 - 津田雅美、漫画家
- 1970年 - 森本千賀子、実業家、キャリアデザイナー、作家、講演家
- 1971年 - マーク・アンドリーセン、プログラマー
- 1972年 - 有田真平、放送作家
- 1973年 - 望月重良、元サッカー選手、指導者
- 1974年 - 草彅剛、歌手、俳優、タレント（元SMAP）
- 1974年 - 山浦ひさし、タレント、ラジオパーソナリティ、芸人
- 1974年 - トム・エバンス、元プロ野球選手
- 1974年 - 杉本潔彦、元プロ野球選手
- 1974年 - ギャリー・ケリー、元サッカー選手
- 1975年 - 小川七生、歌手
- 1975年 - 立川志ら玉、落語家
- 1975年 - シェルトン・ベンジャミン、プロレスラー
- 1975年 - ジャック・ホワイト、ミュージシャン、音楽プロデューサー、俳優
- 1976年 - 金沢浄、元サッカー選手
- 1976年 - フレッド・サベージ、元子役、俳優、声優、映画監督
- 1976年 - ラディキ・サモ、ラグビーユニオン選手
- 1977年 - 橋本涼子、声優
- 1977年 - 堀潤、アナウンサー
- 1978年 - 濱中治、元プロ野球選手
- 1978年 - アレファンドロ・ケサダ、プロ野球選手
- 1979年 - 中田浩二、元サッカー選手
- 1979年 - 曹格、シンガーソングライター
- 1980年 - 吉村崇、お笑いタレント（平成ノブシコブシ）
- 1980年 - 平山真希、調教師、元騎手
- 1980年 - 吉野智行、元サッカー選手
- 1980年 - 李威、俳優
- 1981年 - 小泉ニロ、歌手
- 1981年 - 南竜介、元プロ野球選手
- 1981年 - 金武貴之、元ラグビー選手
- 1981年 - 高田千春、元陸上競技選手
- 1981年 - 李天秀、元サッカー選手
- 1982年 - 吉田友一、俳優
- 1982年 - 茅野しのぶ、衣装デザイナー
- 1982年 - 新海岳人、アニメーション作家、監督
- 1982年 - 皆川真里奈、ヴァイオリニスト
- 1982年 - 大門雅明、アナウンサー
- 1982年 - 山本左近、政治家、元F1ドライバー
- 1982年 - 安藤梢、サッカー選手
- 1982年 - 河野淳吾、競輪選手、元サッカー選手
- 1982年 - 土谷翼、プロボウラー
- 1982年 - 和久山志恵里、元バレーボール選手
- 1982年 - アレコ・エスカンダリアン、元サッカー選手
- 1983年 - つるうちはな、シンガーソングライター
- 1983年 - 鈴木陽介、政治家、千葉県四街道市長
- 1983年 - 吉澤智恵、バレーボール選手
- 1983年 - イリーナ・トカチュク、フィギュアスケート選手
- 1983年 - ミゲル・モンテロ、元プロ野球選手
- 1984年 - 國立幸、声優
- 1984年 - 滴草由実、歌手
- 1984年 - 清水依与吏、ミュージシャン（back number）
- 1984年 - 高市俊、元プロ野球選手
- 1984年 - フアン・カルロス・リナレス、野球選手
- 1985年 - 水橋貴己、女優
- 1985年 - 西山将士、柔道家
- 1985年 - 山田裕司、元プロ野球選手
- 1985年 - 谷哲也、元プロ野球選手
- 1985年 - アシュリー・ヤング、サッカー選手
- 1985年 - チャールズ・カトラー、野球選手
- 1985年 - コンスタンツェ・パウリヌス、フィギュアスケート選手
- 1986年 - 持月玲依、声優
- 1986年 - セバスティアン・バソング、元サッカー選手
- 1986年 - サイモン・デュモン、フリースキーヤー
- 1987年 - 美馬アンナ、女優、歌手（元BON-BON BLANCO）
- 1987年 - 古川雄大、俳優
- 1987年 - やしろ優、お笑いタレント
- 1987年 - 玉木佑貴子、ナレーター、アナウンサー、リポーター
- 1987年 - 川口容資、元プロ野球選手
- 1987年 - レベッカ・シュガー、アニメーター、演出家、作曲家
- 1988年 - 鈴木奈々、モデル、タレント
- 1988年 - 高橋美咲、モデル、元レースクイーン
- 1988年 - ラウル・ルセスク、サッカー選手
- 1989年 - 安野希世乃[16]、声優、歌手
- 1989年 - 中島イシレリ、ラグビー選手
- 1990年 - 池松壮亮、俳優
- 1990年 - 安藝正俊、サッカー選手
- 1990年 - 鈴木雄太、サッカー選手
- 1990年 - ファビオ・ペレイラ・ダ・シウヴァ、サッカー選手
- 1990年 - ラファエウ・ペレイラ・ダ・シウヴァ、サッカー選手
- 1990年 - 別府ともひこ、お笑いタレント（エイトブリッジ）
- 1990年 - アール・バンバー、レーシングドライバー
- 1991年 - 島丈明、俳優
- 1991年 - 桂依央利、元プロ野球選手
- 1991年 - ミッチェル・ムッソ、俳優
- 1992年 - 矢吹正道、プロボクサー
- 1993年 - Ayami、アニソン歌手
- 1993年 - 佐藤真知子、アナウンサー
- 1993年 - 野村亮介、元プロ野球選手
- 1993年 - デアンドレ・イェドリン、サッカー選手
- 1994年 - 川野翔、お笑い芸人
- 1995年 - 正木郁、俳優
- 1996年 - 森岡悠、女優、歌手（元GEM）
- 1996年 - ヨシノカナタ、アイドル、タレント
- 1996年 - 夏目綾、グラビアアイドル
- 1996年 - 栗林良吏[17]、プロ野球選手
- 1997年 - 佐藤ノア、ファッションモデル
- 1997年 - イバン・ビジャール、サッカー選手
- 1998年 - 小柏剛、サッカー選手
- 1999年 - 矢代卓也、俳優、歌手
- 1999年 - 白宮瑠夏、アイドル（元ぼくはまだしなない）
- 1999年 - 高橋佑二郎、将棋棋士
- 1999年 - 阪口晴南、レーシングドライバー
- 1999年 - クレア・コーレット、女優
- 2000年 - 素根輝、柔道家
- 2000年 - 由薫、シンガーソングライター
- 2001年 - 五十嵐彩伽、アイドル、元子役
- 2001年 - 瀧脇笙古、アイドル（=LOVE）
- 2001年 - 平塚翔馬、アイドル（元ジュニア、元少年忍者）
- 2001年 - 小田愛実、ファッションモデル
- 2002年 - 下田翔大、俳優
- 2002年 - ニコラス、アイドル（&TEAM）
- 2002年 - 篠塚大輝、アイドル（timelesz）
- 2003年 - コナー・ブラッドリー、プロサッカー選手
- 2013年 - 田中乃愛、子役
- 生年不詳 - 華陽子、女優、タレント、元宝塚歌劇団
- 生年不詳 - てるとくん、歌い手（騎士X - Knight X -）
- 生年不詳 - 北里鮎、漫画家
- 生年不詳 - 森下真央、漫画家

## 忌日

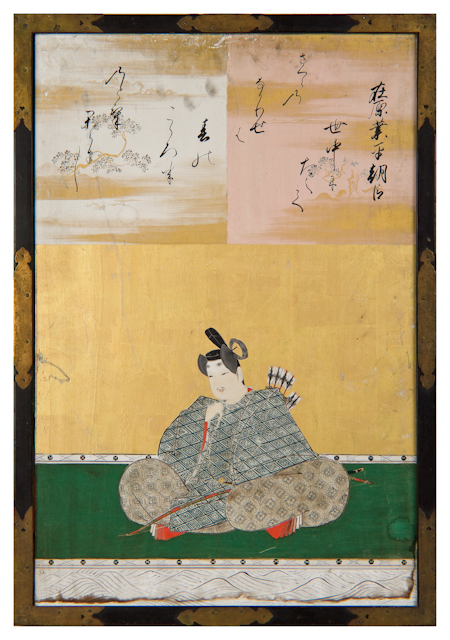
貴族・歌人、在原業平(825-880)没。画像は狩野探幽画(1648)。

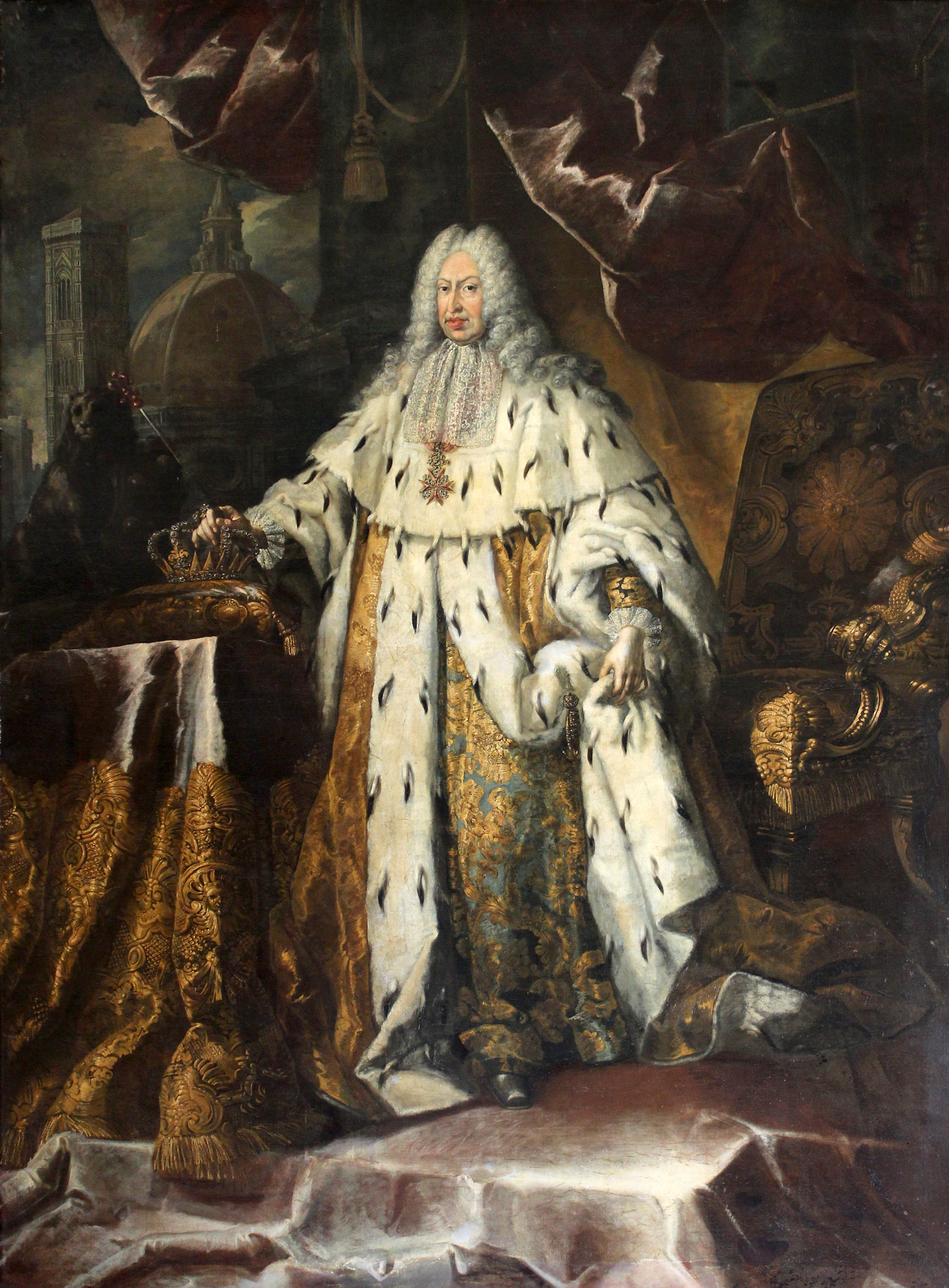
メディチ家最後のトスカーナ大公、ジャン・ガストーネ・デ・メディチ(1671-1737)没。

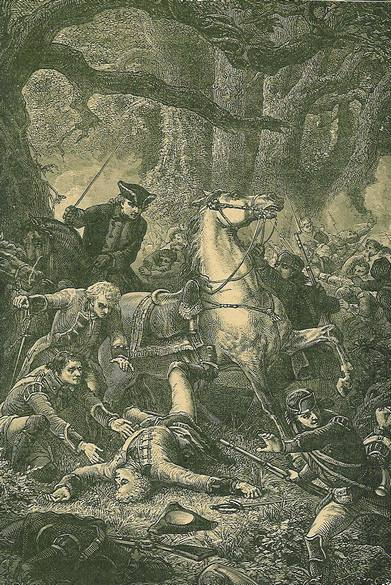
イギリスの将軍エドワード・ブラドック(1695-1755)、モノンガヘラの戦いで戦死。

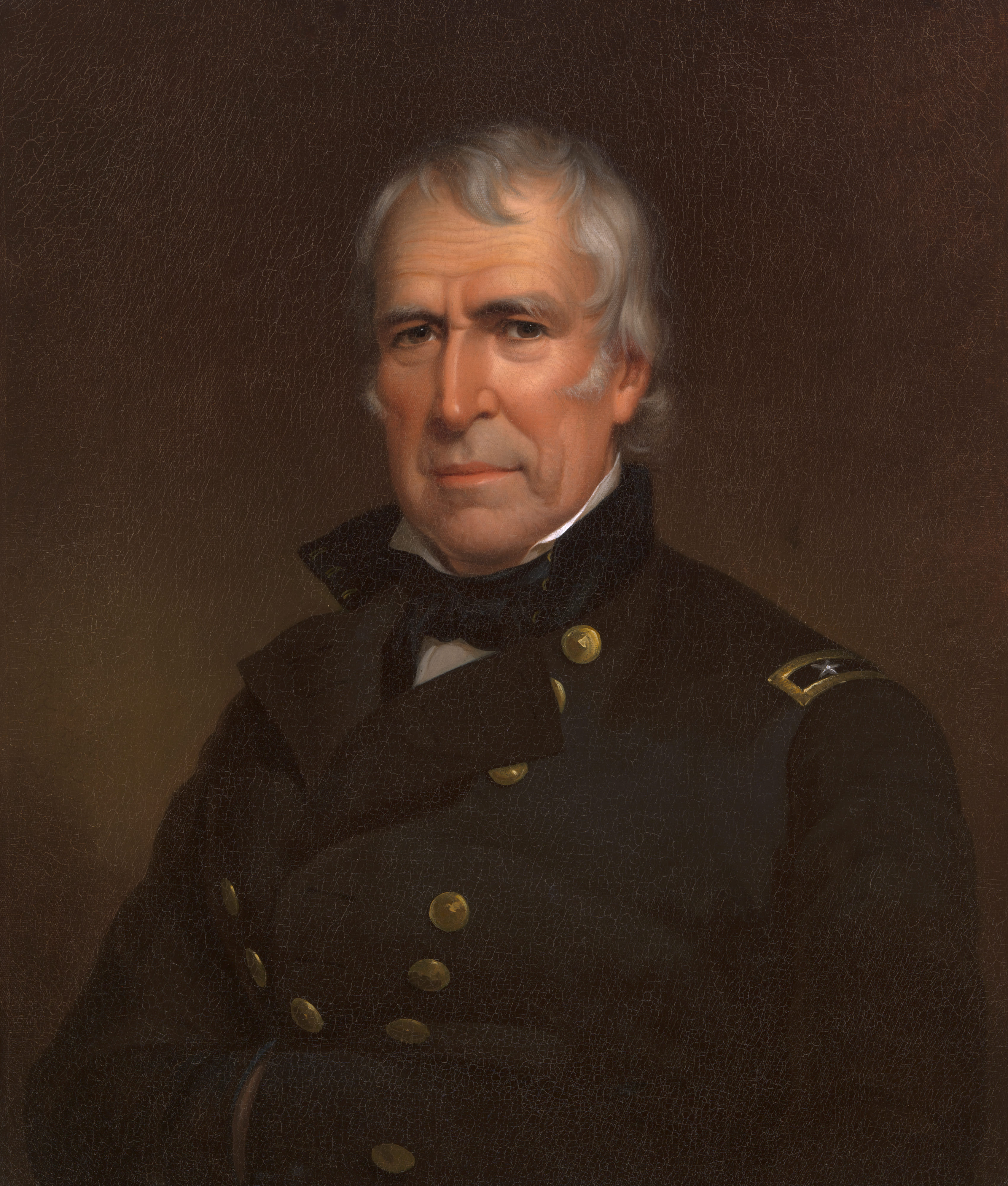
第12代アメリカ合衆国大統領ザカリー・テイラー(1784-1850)没。

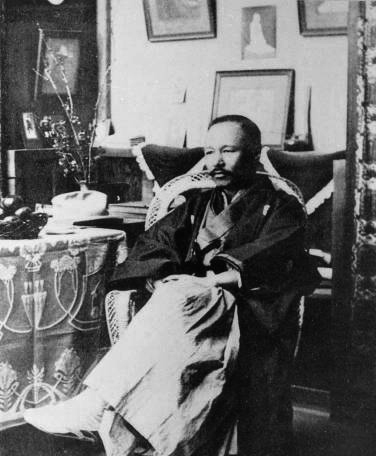
作家・軍医、森鷗外(1862-1922)没。

- 518年 - アナスタシウス1世、東ローマ皇帝（* 431年）
- 715年（和銅8年6月4日） - 長皇子、天武天皇の皇子　（* 不詳）
- 880年（元慶4年5月28日） - 在原業平、歌人（* 825年）
- 1386年 - レオポルト3世、オーストリア公（* 1351年）
- 1441年 - ヤン・ファン・アイク、画家（* 1387年）
- 1491年（延徳3年6月3日） - 彦竜周興、禅僧（* 1458年）
- 1553年 - モーリッツ、ザクセン選帝侯（* 1521年）

- 1602年（慶長7年5月20日） - 前田玄以、豊臣政権五奉行、丹波亀山藩主（* 1539年）
- 1654年 - フェルディナント4世、ローマ王（* 1633年）
- 1658年（万治元年6月9日） - 中村勘三郎 (初代)、歌舞伎役者（* 1598年）
- 1737年 - ジャン・ガストーネ・デ・メディチ、トスカーナ大公（* 1671年）
- 1746年 - フェリペ5世、スペイン王（* 1683年）
- 1747年 - ジョヴァンニ・バッティスタ・ボノンチーニ、作曲家（* 1670年）
- 1795年 - ヘンリー・シーモア・コンウェイ、軍人、政治家（* 1721年）
- 1797年 - エドマンド・バーク、評論家（* 1729年）
- 1755年 - エドワード・ブラドック、政治家（* 1695年）
- 1828年 - ギルバート・スチュアート、画家（* 1755年）
- 1843年 - ワシントン・オールストン、画家（* 1779年）
- 1850年 - ザカリー・テイラー、政治家、第12代アメリカ合衆国大統領（* 1784年）
- 1850年 - バーブ、イスラム教シーア派十二イマーム派の一派、シャイヒー派の宗教改革者（* 1819年）
- 1852年 - トマス・マッキーン・トンプソン・マッケナン、第2代アメリカ合衆国内務長官（* 1794年）
- 1855年（安政2年5月26日） - 村田清風、長州藩家老（* 1783年）
- 1856年 - アメデオ・アヴォガドロ、化学者（* 1776年）
- 1880年 - ピエール・ポール・ブローカ、医師、解剖学者、人類学者、ブローカ野研究者（* 1824年）
- 1883年 - フィリッポ・パチーニ（英語版）、解剖学者（* 1812年）
- 1894年 - 一条美賀子、江戸幕府15代将軍徳川慶喜の正室（* 1835年）

- 1903年 - アルフォンス・ルナール、地質学者、岩石学者（* 1842年）
- 1916年 - 上田敏、文学者、評論家（* 1874年）
- 1922年 - 森鷗外、小説家、医師（* 1862年）
- 1932年 - キング・キャンプ・ジレット、実業家、発明家、ザ・ジレット・カンパニー創業者（* 1855年）
- 1938年 - ベンジャミン・カードーゾ、裁判官、弁護士（* 1870年）
- 1939年 - 戸川秋骨、英文学者、教育者、随筆家（* 1871年）
- 1949年 - フリッツ・ハート、作曲家、指揮者、教育者、作品未出版の小説家（* 1874年）
- 1951年 - ハリー・ハイルマン、元プロ野球選手（* 1894年）
- 1955年 - アドルフォ・デ・ラ・ウエルタ、政治家、第46代メキシコ大統領（* 1881年）
- 1959年 - 橘外男、小説家（* 1894年）
- 1961年 - ウィテカー・チェンバース（英語版）、作家、諜報員、ジャーナリスト（* 1901年）
- 1962年 - ジョルジュ・バタイユ、哲学者、思想家、作家（* 1897年）
- 1964年 - 阿部眞之助、ジャーナリスト、第9代NHK会長（* 1884年）
- 1965年 - ルイス・ハロルド・グレイ、物理学者、放射線生物学者（* 1905年）
- 1974年 - アール・ウォーレン、カリフォルニア州知事、アメリカ最高裁長官（* 1891年）
- 1974年 - 原仙作、英語教師、英文学者（* 1908年）
- 1976年 - トム・ヨーキー、メジャーリーグ球団オーナー（* 1903年）
- 1977年 - 藤木英雄、法学者（* 1932年）
- 1979年 - コーネリア・オーティス・スキナー（英語版）、作家、女優（* 1899年）
- 1980年 - 角南隆、神社建築家（* 1887年）
- 1980年 - ヴィニシウス・ヂ・モライス、作詞家、ブラジル外交官（* 1913年）
- 1981年 - 春風亭一柳、落語家（* 1935年）
- 1982年 - ウィンギー・マノン（英語版）、ジャズ・トランペット奏者、作曲家、バンドリーダー（* 1900年）
- 1985年 - マーガレット・モールズワース、テニス選手（* 1894年）
- 1985年 - シャルロット、ルクセンブルク大公（* 1896年）
- 1985年 - ジェームズ・キノン、ナルコティクス・アノニマス (NA) の創設者の一人（* 1911年）
- 1987年 - 千葉敦子、ジャーナリスト、ノンフィクションライター（* 1940年）
- 1988年 - 内藤法美、作曲家、編曲家、ピアニスト（* 1929年）
- 1992年 - エリック・セヴァライド、作家、ニュース・ジャーナリスト（* 1912年）
- 1993年 - 早川清、出版人、早川書房創業者（* 1912年）
- 1994年 - 秦正流、ジャーナリスト（* 1915年）
- 1996年 - 大塚久雄、経済史研究者（* 1907年）
- 1996年 - 島津忠秀、水産学者、切手収集家（* 1912年）
- 1998年 - 幸田宗丸、俳優（* 1920年）
- 1999年 - 橋爪浩一、俳優、ファッションモデル（* 1972年）
- 2000年 - 斎藤栄三郎、政治家、経済評論家、第44代科学技術庁長官（* 1913年）
- 2001年 - 桂木鉄夫、政治家（* 1920年）
- 2002年 - 川合寿人、内務・警察官僚（* 1907年）
- 2002年 - 岩倉義男、高分子化学者（* 1914年）
- 2002年 - ロッド・スタイガー、俳優（* 1925年）
- 2003年 - 山崎武三郎、弁護士、政治家（* 1932年）
- 2003年 - 谷恒生、作家（* 1945年）
- 2004年 - 永原慶二、歴史学者、一橋大学名誉教授、和光大学名誉教授（* 1922年）
- 2004年 - カルロ・ディ・パルマ、撮影監督（* 1925年）
- 2005年 - ケヴィン・ハーゲン、俳優（* 1928年）
- 2005年 - エフゲニー・グリシン、スピードスケート選手（* 1931年）
- 2005年 - 西川清、実業家、馬主、パーク24創業者（* 1938年）
- 2006年 - ミラン・ウイリアムズ、キーボード奏者（コモドアーズ）（* 1948年）
- 2007年 - チャールズ・レイン、俳優（* 1905年）
- 2008年 - デイヴィッド・オーズベル、心理学者（* 1918年）
- 2008年 - 井上登[18]、実業家、クリナップ創業者（* 1920年）
- 2008年 - 工藤精一郎、ロシア文学者（* 1922年）
- 2008年 - 森哲郎、漫画家（* 1928年）
- 2008年 - チャールズ・H・ジョフィ、映画プロデューサー（* 1929年）
- 2009年 - 平岡正明、評論家（* 1941年）
- 2010年 - 内田健三、ジャーナリスト、政治評論家（* 1922年)
- 2010年 - 田村信喜、合気道家（* 1933年)
- 2011年 - 石原登、政治家（* 1913年）
- 2011年 - 田中秀夫、テレビドラマ・映画監督、演出家（* 1933年）
- 2011年 - 青葉益輝、グラフィックデザイナー（* 1939年）
- 2011年 - ファクンド・カブラル、シンガーソングライター、トルバドゥール、文筆家（* 1937年）
- 2012年 - 山田五十鈴、女優（* 1917年）
- 2013年 - 木下光男、実業家、元豊田通商会長（* 1946年）
- 2013年 - 吉田昌郎、技術者、元福島第一原子力発電所所長（* 1955年）
- 2014年 - 蜷川譲、フランス文学者、比較文学者（* 1925年）
- 2014年 - 月宮かれん、アイドル（スチームガールズ）（* 1996年）
- 2015年 - 林土太郎、録音技師（* 1922年）
- 2015年 - 川添登、建築評論家（* 1926年）
- 2015年 - サウード・アル＝ファイサル、政治家、元サウジアラビア外務大臣・国務大臣（* 1940年）
- 2015年 - 小斉平敏文、政治家（* 1949年）
- 2016年 - 簾内敬司、作家（* 1951年）
- 2018年 - ピーター・キャリントン、政治家、第6代キャリントン男爵、元NATO事務総長（* 1919年）
- 2018年 - 永田徹登、元プロ野球選手（* 1935年）
- 2019年 - アーロン・ローザンド、バイオリニスト（* 1927年）
- 2019年 - フレディ・ジョーンズ、俳優（* 1927年）
- 2019年 - 松川保雄、実業家、元トーメン（現豊田通商）社長（* 1929年）
- 2019年 - ロス・ペロー、実業家、政治家（* 1930年）
- 2019年 - グレン・ミケンズ、プロ野球選手（* 1930年）
- 2019年 - リップ・トーン、俳優（* 1931年）
- 2019年 - ジャニー喜多川、ジャニーズ事務所社長、芸能プロモーター、音楽プロデューサー （* 1931年）
- 2019年 - フェルナンド・デ・ラ・ルア、政治家、元アルゼンチン大統領（* 1937年）
- 2019年 - ロバート・ラックストロー、元パイロット、D.B.クーパー事件被疑者の1人（* 1943年）
- 2019年 - デイヴィッド・J・キーズ、ベーシスト（* 生年不詳）
- 2020年 - ガブリエラ・トゥッチ、ソプラノ歌手（* 1929年）
- 2020年 - 朴元淳、政治家、元ソウル特別市長（* 1956年）
- 2020年 - ハフィズ・ラヒム、サッカー選手（* 1983年）
- 2021年 - ジャン・フランコ・カスペル、スポーツマネージャー、第4代国際スキー連盟会長（* 1944年）
- 2021年 - ポール・マリナー、元サッカー選手、指導者（* 1953年）
- 2022年 - L・Q・ジョーンズ、俳優（* 1927年）
- 2022年 - アン・シュルギン、作家（* 1931年）
- 2022年 - トミー・ジェイコブス、プロゴルファー（* 1935年）
- 2022年 - バーバラ・トンプソン、ジャズ・サクソフォーン奏者（* 1944年）
- 2023年 - 石川喬司、作家、評論家（* 1930年）
- 2023年 - 北村昌男、将棋棋士（* 1934年）
- 2023年 - ルイス・スアレス・ミラモンテス、元サッカー選手、指導者（* 1935年）
- 2023年 - 若林仁、元アイスホッケー選手、指導者、元日本アイスホッケー連盟副会長（* 1943年）
- 2023年 - ロジャー・ニョアン・ムバラ、映画監督（* 1943年）
- 2023年 - マニー・コト、脚本家、テレビプロデューサー（* 1961年）
- 2024年 - 金斗燮、政治家（* 1930年）
- 2024年 - イェジー・シュトゥル、俳優、映画監督、脚本家（* 1947年）
- 2025年 - 志太勤、実業家、シダックス創業者（* 1934年）
- 2025年 - 内藤正敏、写真家（* 1938年）
- 2025年 - 和泉雅子、女優、歌手、冒険家（* 1947年）
- 2025年 - 岡村隆、探検家、作家（* 1948年）

### 人物以外（動物など）
- 1960年 - ジロ、樺太犬（* 1955年）

## 記念日・年中行事

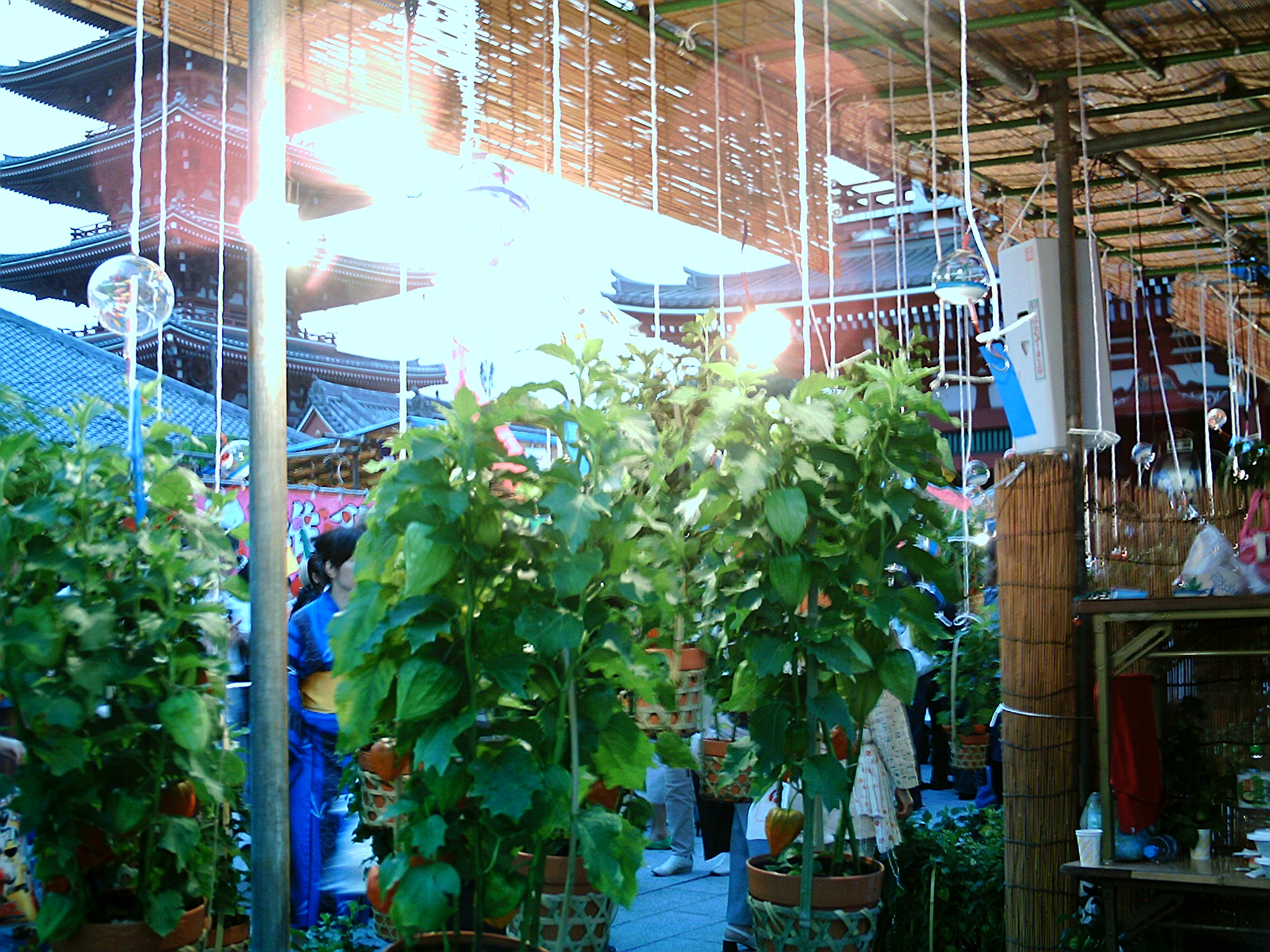
浅草寺のほおずき市・四万六千日

- 独立宣言の日（ アルゼンチン）
1816年のこの日、アルゼンチンがスペインから独立した。後年、ホセ・ルイス・パドゥーラが「7月9日」と題するタンゴを作曲している。
- 憲法記念日（ パラオ）
1980年のこの日、アメリカ信託統治下のパラオで住民投票により憲法が採択された。
- ジェットコースターの日（ 日本）
1955年のこの日に開園した後楽園遊園地に日本初の本格的なジェットコースターが設置されたことにちなむ[19]。
- ほおずき市（ 日本 浅草寺）
東京浅草の浅草寺の縁日。その日に参拝すると、100日、1,000日分などの功徳が得られるという特別な日を功徳日といい、浅草寺では月に1度、年に12回の功徳日が設けられている。このうち7月10日は最大のもので、46,000日分の功徳があるとされることから、特に「四万六千日」と呼ばれる。四万六千日の縁日の参拝は江戸時代には定着し、前日9日から境内は参拝者で賑わうようになった。このため、9日、10日の両日が縁日とされ、現在に至る[20]。